# Cyberpunk 2077
Cyberpunk 2077 је видео-игра коју је развила и издала пољска компанија CD Projekt. Радња приче се одвија у Најт ситију (енг.: Night City), комплету отвореног света у Cyberpunk универзуму. Играч се налази у перспективи првог лица са својим ликом званим V, којим може да стекне вештине у хаковању и машинерији са опцијама за блиску и рангирану борбу
Игрица је развијена са погоном REDengine 4 са групом око 500 људи, прелазећи броја радника којих су радили на претходној игри студија The Witcher 3: Wild Hunt (2015). Оригинални креатор старијих Cyberpunk игара, Мајк Пондсмит, је био консултант и глумац Киану Ривс је имао главну улогу у игри. Оригинални резултат је био вођен Марцином Пжибиловичем, са прилозима од неких лиценцираних уметника.
После неколико година тешког рада током креирања видео игре, CD Projekt избацује Cyberpunk 2077 за PlayStation 4, Xbox One, Microsoft Windows и Google Stadia конзолу у 10. децембру 2020. године, док за PlayStation 5 и Xbox Series X су планиране да буду избачене до 2021. године. Cyberpunk 2077 је познат по томе што је био изузетно критикован због разних багова у игрици, посебно на конзолама, које трпе проблеме са перформансом.